# Клод Макелеле
Клод Макелеле Синда (фр. Claude Makélélé Sinda; 18. фебруар 1973) је бивши француски фудбалер и национални репрезентативац.

## Каријера
Професионалну каријеру је почео у екипи Нанта где је играо до 1997. и освојио једну титулу првака Француске. Следи једна сезона у Марсељу, а затим две у Селти. Године 2000. прелази у мадридски Реал и ту за три сезоне осваја мноштво трофеја а најважније су две Примере и Лига шампиона 2002.
Након Реала следи пет сезона у дресу Челсија где је по два пута освојио Премијер лигу и Лига куп а по једном Комјунити шилд и ФА куп. Од 2008. до краја каријере 2011. је играо за Пари Сен Жермен и са њима освојио један куп.

## Успеси

### Клупски
Нант
- Првенство Француске (1): 1994/95.

Реал Мадрид
- Првенство Шпаније (2): 2000/01, 2002/03.
- Суперкуп Шпаније (2): 2001, 2003.
- УЕФА Лига шампиона (1): 2001/02.
- УЕФА суперкуп (1): 2002.
- Интерконтинентални куп (1): 2002.

Челси
- Премијер лига (2): 2004/05, 2005/06.
- Лига куп (2): 2004/05, 2006/07.
- ФА Комјунити шилд (1): 2005
- ФА куп (1): 2006/07

Пари Сен Жермен
- Куп Француске (1): 2009/10.